# Leo Adamek
Leo Adamek (* 23. September 1914 in Berlin; † 17. April 2000 ebenda) war ein deutscher Politiker (CDU). Er war von 1959 bis 1963 und 1967 bis 1971 Mitglied des Abgeordnetenhauses von Berlin.
Nach dem Besuch der Volksschule lernte er Schriftsetzer. 1933 trat er dem Windthorstbund bei. Von 1935 bis 1937 und von 1939 bis 1945 leistete er Wehrdienst. Als Oberfeldwebel kehrte er schwerkriegsverletzt aus dem Zweiten Weltkrieg zurück. Er erhielt eine Stelle als Fernmeldesekretär bei der Landespostdirektion Berlin. Von 1948 bis 1958 und ab 1963 war er für die CDU Bezirksverordneter des Bezirks Neukölln.
Sein Grab befindet sich auf dem Neuen St.-Michael-Friedhof in Berlin-Tempelhof.